# شب بخیر فرمانده
شب بخیر فرمانده فیلمی به کارگردانی  و نویسندگی انسیه شاه حسینی ساختهٔ سال ۱۳۸۴ است.

## خلاصه داستان
يك خبرنگار جنگي در هنگام عمليات از بقيه جدا افتاده، راه را گم مي كند. عدم شناخت او از منطقه و وضعيت بد جوي وي را با مشكلات و شرايط خاصي رو به رو مي كند. كه اين خود آغاز ماجراست.

## بازیگران
- لادن مستوفی
- محمد مختاری
- عصمت رضاپور
- محمود قادسی